# Mörtsjöbäcktjärnen
Mörtsjöbäcktjärnen är en sjö i Dorotea kommun i Lappland och ingår i Ångermanälvens huvudavrinningsområde. Sjön har en area på 0,0326 kvadratkilometer och ligger 316 meter över havet.

## Delavrinningsområde
Mörtsjöbäcktjärnen ingår i det delavrinningsområde (715596-149031) som SMHI kallar för Mynnar i Fjällsjöälvens vattendragsyta. Medelhöjden är 357 meter över havet och ytan är 11,82 kvadratkilometer. Det finns inga avrinningsområden uppströms utan avrinningsområdet är högsta punkten. Vattendraget som avvattnar avrinningsområdet har biflödesordning 3, vilket innebär att vattnet flödar genom totalt 3 vattendrag innan det når havet efter 244 kilometer. Avrinningsområdet består mestadels av skog (72 procent) och sankmarker (22 procent). Avrinningsområdet har 0,41 kvadratkilometer vattenytor vilket ger det en sjöprocent på 3,5 procent.